# حصار نبل والزهراء
قالب:صندوق حملة الثورة السورية
حصار نبل والزهراء فرضته قوات المعارضة خلال الثورة السورية(2011) للاستيلاء على آخر بلدتين خاضعتين لسيطرة نظام الأسد شمال حلب بعد أن استولوا على غالبية الريف الشمالي في يوليو 2012.

## روابط خارجية
- Defenders of Al-Nobbol and Al-Zahra – وثائقي برس تي في
- خرائط الخطوط الأمامية في محافظة حلب نسخة محفوظة 21 مارس 2019 على موقع واي باك مشين.